# Lárus Guðmundsson
Lárus Guðmundsson (ur. 12 grudnia 1961) – islandzki piłkarz występujący na pozycji napastnika.

## Kariera klubowa
Lárus karierę rozpoczynał w 1978 roku w barwach Víkingur Reykjavík. W 1981 roku zdobył z nim mistrzostwo Islandii. W 1982 roku odszedł do belgijskiego Waterschei Thor Genk. Jego barwy reprezentował przez dwa lata, a potem przeniósł się do niemieckiego Bayeru Uerdingen. W Bundeslidze zadebiutował 15 września 1984 w wygranym 5:1 meczu z 1. FC Köln. 29 września 1984 w przegranym 1:2 pojedynku z SV Waldhof Mannheim strzelił pierwszego gola w Bundeslidze. W 1985 roku zdobył z Bayerem Puchar RFN, a w 1986 roku zajął z nim 3. miejsce w Bundeslidze.
W 1987 roku Lárus odszedł do innego pierwszoligowca, 1. FC Kaiserslautern. W jego barwach pierwszy raz wystąpił 15 sierpnia 1987 w ligowym spotkaniu przeciwko Werderowi Brema (0:0). Przez rok dla Kaiserslautern zagrał 7 razy. Następnie wrócił na Islandię, gdzie występował w drużynach Víkingur, Valur oraz Stjarnan. W 1991 roku zakończył karierę.

## Kariera reprezentacyjna
W reprezentacji Islandii Lárus zadebiutował 22 sierpnia 1981 w wygranym 3:0 towarzyskim meczu z Nigerią, w którym strzelił także gola. W latach 1981–1987 w drużynie narodowej rozegrał 16 spotkań i zdobył 3 bramki.

## Źródła
- Lárus Guðmundsson w bazie National Football Teams (ang.)